# RTL II
RTL Zwei(에르테엘 츠바이로 읽음)는 도이칠란트 민영 방송의 하나로, 1993년 3월 6일 오전 6시 9분 개국했다. 이 방송국은 RTL 그룹이 35.9%, 하인리히 바우어 페어라흐와 텔레 뮌헨 페른제흐(텔레 뮌헨 그룹과 디즈니가 반반씩 출자)가 각각 31.5%, 부르다가 1.1%씩 출자한 회사 RTL2 Fernsehen GmbH & Co. KG에서 운영하고 있다. 이 방송국은 원래 쾰른에 본사를 두었으나, 나중에 뮌헨 남쪽에 있는 그륀발트로 옮겼다.

RTL II는 DVB-T2와 위성(DVB-S, DVB-S2), 케이블(아날로그, 디지털), IPTV로 시청할 수 있다.